# 徐志豪
徐志豪（TSUI Chi Ho，1990年2月17日—）是香港男子田徑運動員；亦為男子100米（10.28秒）及4×100米（38.47秒）的香港紀錄保持者。

## 簡歷
徐志豪小學時期就讀保良局錦泰小學，於2002年畢業，中學時期就讀彩虹邨天主教英文中學。在2008年底轉做全職運動員，主項100米跑。2010年，代表香港出戰廣州舉行的亞洲運動會，在100米初賽中以第2名成績進入決賽，卻因太緊張關係，在決賽只能以12.26秒包尾完成。
2012年，徐志豪夥拍鄧亦峻、吳家鋒、黎振浩和何文樂代表香港出戰英國倫敦舉行的奥林匹克运动会田徑比賽男子4×100公尺接力賽事，擔任最後一棒。香港4x100接力隊於初賽以38秒61「包尾」而回，未能打破香港紀錄，惟港隊四子仍對表現大感滿意。徐志豪表示：「雖未能打破香港紀錄，但仍高興能於八萬名觀眾面前盡展所長，這種感覺一世難忘。」
2014年仁川亞運，在決賽中，跑最後一棒的徐志豪接棒後狂追，最終成功反壓泰國，以刷新港隊今年最佳時間的38秒98，為接力隊奪一面銅牌。。2014年12月30日，公民體育會舉行67周年會慶聯歡晚宴暨2014年度傑出運動員頒獎禮，徐志豪獲主席貝鈞奇頒發6,000元特別獎金。
2015年6月4日，香港「接力四子」徐志豪、吳家鋒、蘇進康及鄧亦峻，在武漢舉行的亞洲田徑錦標賽男子4×100米接力賽決賽，合力跑出39秒25勇奪銀牌，僅敗於中國隊。

## 家庭
2017年3月19日，徐志豪與元朗足球會主席郭靜然大婚，兩人於元朗筵開56席。

## 榮譽
- 香港傑出運動員選舉

「香港最佳運動組合」－ 香港男子4×100米接力隊（2013年）

## 外部連結
- 徐志豪在国际奥林匹克委员会的资料
- 徐志豪在的頁面